# Era Escura
Era Escura (francès Lescure) és un municipi francès, situat a la regió d'Occitània, departament de l'Arieja.